# Verbi divini minister
Verbi divini minister (VDM), latin för "det gudomliga ordets tjänare", är en beteckning på prästens roll i den lutherska kyrkan, i anslutning till Luthers tes om sola scriptura. Beteckningen avser att tydliggöra att prästens roll är att predika Guds ord.
Rollen som Verbi divini minister skiljer prästen från dem som har åsikter om Bibelns innebörd. Som predikant har prästen att förvalta Guds hemlighet (evangelium och övriga Bibeln) och att tjäna Kristus, att inte tala för sin egen skull utan för Kristus, inte förmedla vad människor vill höra utan vara Bibeln trogen. Prästen skall enligt uppdraget som Verbi divini minister inte se sig som Herre över ordet utan vara dess tjänare genom att förkunna Ordets mysterium till människan som nådemedel.
Förkortningen "VDM" kan skrivas efter ickekyrklig titel, exempelvis "professor", för att markera att personen är prästvigd.